# Song Renqiong
Song Renqiong, född 11 juli 1909 i Liuyang i Hunan, död 8 januari 2005 i Peking, var en kinesisk kommunistisk militär och politiker som räknas till De åtta odödliga i kommunistpartiet.
Song gick med i Kinas kommunistiska parti 1928 och var officer i kommunisternas väpnade styrkor fram till Folkrepubliken Kinas upprättande 1949. Han tjänstgjorde i sydvästra Kina fram till 1954 då han kallades till Peking. Han valdes till Centralkommittén i Kinas kommunistiska parti 1956 och blev minister för maskinindustrin kort därefter. Från 1960-talet arbetade han främst i Manchuriet.
1982-87 satt han i Politbyrån i Kinas kommunistiska parti. Efter att han trätt tillbaka från sina ämbeten räknades han till De åtta odödliga i kommunistpartiet. Det var denna informella grupp som avlägsnade Zhao Ziyang från sin post som partichef 1989 och förklarade undantagstillstånd i Peking under protesterna på Himmelska fridens torg 1989.
Hans dotter Song Binbin är känd som en av de första rödgardisterna som angrep lärare under kulturrevolutionens första månader 1966.